# Alve Fryske stêden
Die friesischen elf Städte (Friesisch: alve Fryske stêden) sind elf Orte in der niederländischen Provinz Fryslân (Friesland) mit Stadtrechten.
| Friesische Ortsnamen | niederländische Ortsnamen | Gemeinde                                       | Einwohnerzahl | Beginn der Stadtrechte |
| -------------------- | ------------------------- | ---------------------------------------------- | ------------- | ---------------------- |
| Ljouwert             | (Leeuwarden)              | Gemeinde Ljouwert (Leeuwarden)                 | 94.414        | 1285                   |
| Snits                | (Sneek)                   | Gemeinde Snits (Sneek)                         | 32.160        | 1456                   |
| Drylts               | (IJlst)                   | Gemeinde Wymbritseradiel (Wymbritseradeel)     | 3.220         | 1268                   |
| Sleat                | (Sloten)                  | Gemeinde Gaasterlân-Sleat (Gaasterland-Sloten) | 740           | 1426                   |
| Starum               | (Stavoren)                | Gemeinde Nijefurd                              | 910           | 1118                   |
| Hylpen               | (Hindeloopen)             | Gemeinde Nijefurd                              | 870           | 1225                   |
| Warkum               | (Workum)                  | Gemeinde Nijefurd                              | 3.810         | 1399                   |
| Boalsert             | (Bolsward)                | Gemeinde Boalsert (Bolsward)                   | 9.320         | 1455                   |
| Harns                | (Harlingen)               | Gemeinde Harns (Harlingen)                     | 15.000        | 1234                   |
| Frjentsjer           | (Franeker)                | Gemeinde Frjentsjerteradiel (Franekeradeel)    | 12.995        | 1374                   |
| Dokkum               | Dokkum                    | Gemeinde Dongeradiel (Dongeradeel)             | 13.160        | 1298                   |

Die Reihenfolge in der Liste stimmt mit der Strecke der letzten Alvestêdetocht überein.
Anfang 2005 wurde behauptet, dass Berltsum (Berlikum) im 14. Jahrhundert städtische Kennzeichen hatte. Es wird aber nicht zu den traditionellen friesischen elf Städten gerechnet.